# Hallagölen, Östergötland
Hallagölen är en sjö i Motala kommun i Östergötland och ingår i Motala ströms huvudavrinningsområde. Sjöns area är 0,04 kvadratkilometer och den är belägen 125 meter över havet.